# Pastís de lioneses
El pastís de lioneses (o croque-en-bouche, del francès que significa «cruix a la boca») és un pastís en forma de cònica alta típic en casaments, comunions i batejos a França. Consta d'una base no comestible, folrada, la qual es cobreix completament d'una capa de lioneses farcides de nata muntada, ensucrada i perfumada amb vainilla, que s'enganxen entre elles amb un bany de caramel endurit. En el segle xxi comença a considerar-se més aviat embafós i passat de moda, per la qual cosa cada cop són més habituals altres versions, especialment les formades per galetes de colors (macarons) enganxades a la base amb un punt de caramel o xocolata, sense la capa de caramel que les cobreixi. Els convidats poden agafar directament una lionesa del pastís amb la mà. En francès es diu pièce montée o, en alguns indrets, també croquembouche.

## Etimologia
La paraula en francès croquembouche deriva de l'expressió  croque en bouche  que significa "cruix a la boca", per la capa de caramel cruixent que envolta cada lionesa. A França l'expressió pièce montée (literalment, peça muntada sobre una altra) s'empra en general pels pastissos de pisos, com els típics dels casaments a molts països, i també al pastís de lioneses, que pren una forma semblant a la piràmide de diversos pastissos superposats un sobre l'altre. Avui és molt freqüent que l'expressió pièce montée es refereixi directament al pastís de lioneses, si no s'afegeix res més.

## Història
L'invent del pastís de lioneses s'atribueix a Antonin Carême, qui ho va incloure en el seu llibre de cuina de 1815 Le Pâtissier royal parisien, però ja apareix en l'enciclopèdia culinària del 1806 d'Alexandre Viard Le Cuisinier Impérial, i en el llibre d'Antoine Beauvilliers de 1815 L'Art du Cuisinier. En l'enciclopèdia de Viard i altres texts anteriors (com al de Grimod de La Reynière Néo-physiologie du gout) és inclòs en la llista d'entremesos dolços.